# Анри-Луи-Эрнест де Линь
Анри-Луи-Эрнест де Линь (фр. Henri-Louis-Ernest de Ligne; 4 февраля 1644 — 8 февраля 1702) — 4-й принц де Линь, князь д'Амблиз и Священной Римской империи, гранд Испании 1-го класса, государственный деятель Испанских Нидерландов.

## Биография
Сын принца Клода-Ламораля I де Линя и графини Марии Клары цу Нассау-Зиген.
Маркиз де Рубе и де Виль, граф де Фокамберг, барон де Вершен, Антуан, Сизуан, Белёй, Вилье и Жюмон, суверен Феньёля, сеньор де Бодур, и прочее, первый бер (барон) Фландрии, пэр, сенешаль и маршал Эно.
В качестве наследника владений дома де Линь носил титул маркиза де Рубе.
В 1657 году стал рыцарем ордена Калатравы, в 1660 году сопровождал отца в посольство в Англию.
В 1684 году пожалован Карлом II в рыцари ордена Золотого руна.
28 января 1685 был назначен капитан-генералом и губернатором Лимбурга, сменив на этом посту своего дядю Иоганна Франца Дезидератуса цу Нассау-Зигена.
Согласно «Мемуарам» его внука, Шарля-Жозефа де Линя, умер в окрестностях Бодура во время охоты, поджидая в засаде кабана.

## Семья
1-я жена (12.01.1677, Мадрид): Хуана Моника де Арагон-и-Бенавидес (4.05.1663—18.01.1691), дочь Луиса Рамона де Арагона Фолька де Кардоны, 6-го герцога де Сегорбе, и Марии Тересы де Бенавидес Давила-и-Корелья
Дети:
- Мария-Анна-Антуанетта де Линь (14.01.1680—27.08.1760). Муж (29.09.1694): принц Филлип-Эммануэль де Хорн (ум. 1718)
- принц Антуан-Жозеф-Гислен де Линь (10.03.1682—10.09.1707, 1710 или 9.08.1750)
- принц Клод-Ламораль II де Линь (5.07.1685—7.04.1766). Жена (17.04.1721): Элизабет Александрина Карлотта фон Зальм (1704—1739), дочь князя Людвига Отто фон Зальма, и Альбертины Иоганны Катарины Франциски фон Нассау-Хадамар
- Фердинанд де Линь (7.08.1686—9.05.1757), имперский генерал-фельдмаршал
- Юбер де Линь (ум. 27.10.1695)
- Эрнест-Анри-Филипп де Линь (1689—1710), каноник в Страсбурге
- Гаспар-Мелькиор-Бальтазар де Линь (5.01.1691—7.02.1702)

2-я жена (1700): Клер де Хохт